# L'Aragall
L'Aragall és una masia del municipi d'Aiguafreda (Osona) inclosa en l'Inventari del Patrimoni Arquitectònic de Catalunya. És un edifici documentat ja al segle xi, l'any 1319 torna a ser citada com un dels masos dels senyors d'Aiguafreda. Es tracta d'un conjunt d'edificacions, agrupades a causa de successives ampliacions i transformacions, situat a la part sud del terme.

## Descripció
La façana principal està orientada a migjorn, amb un cert aire classicista malgrat que la seva estructura interior no respongui a l'estructura clàssica, a causa dels diversos canvis que s'hi han produït. La simetria de la façana està trencada per l'afegiment d'un cos davanter. El parament exterior és de carreus ben tallats. Es conserva la porta dovellada de mig punt, on hi ha un escut i la data de 1604. Hi ha una finestra aprofitada d'una part més antiga, d'arc conopial. A la llinda d'una altra finestra es troba una inscripció i la data del 1600.

## Història
La primera notícia documentada que es té del mas Aragall és del segle xvii, amb tot i que probablement ja existia anteriorment. La casa actual es construeix a principis del segle xvii, com ens informen les inscripcions de les llindes i queda palès en la tipologia de la casa. Actualment, està molt reconstruït (1962), respectant la tipologia.